# Albicoma
Albicoma is een vliegengeslacht uit de familie van de roofvliegen (Asilidae).

## Soorten
- A. kaptshagaica Lehr, 1987